# Jun Mochizuki
Jun Mochizuki  ( 望月 · 淳   Jun Mochizuki?,  nacida el 22 de diciembre en Kanagawa, Japón), es una mangaka japonesa, conocida principalmente por ser la autora del manga Pandora Hearts, publicado desde el 2006 hasta 2015. Es también la autora de Crimson-Shell, en el que la autora explica que es un boceto de Pandora Hearts artístico (se puede observar claramente el parecido que tienen muchos de los personajes en ambas series) y también es la ilustradora de la novela ligera Rolan The Forgotten King, hecha por el autor Takumi Yoshino. También tiene el título de una de las plumas principales de la casa Square Enix.

## Carrera
Debutó con Pandora Hearts, un one-shot hecho en el 2004. Sin embargo su primera serialización fue con "Crimson-Shell" en el 2005.
Comenzó a publicar Pandora Hearts en 2006. Si bien tiene el mismo título que el one-shot con el que debutó, son dos mangas totalmente diferentes; lo que en un principio iba a ser una historia cruel y dura, se convirtió en algo muy influenciado por la historia de "Alicia en el País de las Maravillas" después de tener una reunión con su editor sobre la obra. Pandora Hearts fue adaptado a anime en 2009.

## Estilo
Dibujaba pequeñas caricaturas de manga en sus cuadernos desde la escuela primaria todo el tiempo, sin embargo solo después de su debut comenzó a convertirse en algo serio. Sus ilustraciones no pasan por ningún proceso de edición por computadora. Utiliza marcadores Copic y acuarela, coloreando sobre el dibujo original luego de haber hecho varias pruebas de color.

## Trabajo

### Manga
- Crimson-Shell Año: 2005 Estado: (finalizado)
- Pandora Hearts Año: 2006 Estado: (finalizado)
- Vanitas no Carte Año 2015 Estado: (en publicación)

### Guía
- Pandora Hearts Guía Oficial de 8.5 Mine of mine
- Pandora Hearts Guía Oficial de 18.5 Evidence

### Antología
- Silmeria - Valkyrie Profile 2, primera colección (ilustración de portada)
- Antología de Tales of the Abyss, cuarta colección (ilustración de portada)
- Antología de STAR DRIVER Kagayaki no Takuto (ilustración)
- Antología de Alicia en el País de las Maravillas (ilustración de portada)

### Ilustradora

#### Novela Ligera
- Pandora Hearts ~Caucus Race~ 1 Año: 2011 (finalizado)
- Rolan The Forgotten King (Novela Ligera) (en edición)
- Pandora Hearts ~Caucus Race~ 2 Año: 2012 (finalizado)
- Pandora Hearts ~Caucus Race~ 3 Año: 2013 (finalizado)

#### Art Book
- Pandora Hearts 〜odds and ends〜

## Curiosidades
- Su signo zodiacal es Capricornio.
- A menudo se dibuja como un gato en muchos omakes y en notas de autor en cada volumen. La mayoría de veces aparece siendo torturada por sus personajes.
- Fue amiga íntima de la mangaka Kokoa Fujiwara, (credora de Inu x Boku SS).[4]